# Jimmy Joy

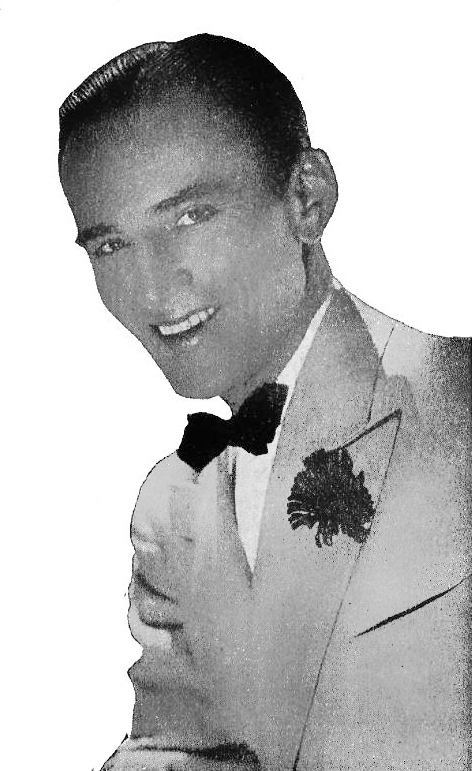
Jimmy Joy

Jimmy Joy (* 20. April 1902 in Texas als James Monte Maloney; † 7. März 1962 in Dallas) war ein US-amerikanischer Saxophonist, Klarinettist, Sänger und Bigband-Leader im Bereich des Swing und der Populären Musik.

## Biographie
James Maloney begann schon früh eine Campusband an der University of Texas zu leiten und wurde als Bandleader in Texas durch seine Auftritte im Joyland Park in Galveston bekannt; er wurde so sehr damit identifiziert, dass er 1929 den Künstlernamen Jimmy Joy annahm. Ab 1923 entstanden erste Schallplatten-Aufnahmen für die Marken Golden und Okeh.
Sein Orchester war eine Territory Band, die meist Tanzmusik im Sweet-Stil, aber anfangs auch Jazz spielte und im Mittleren Westen auftrat, meist in Dallas im Peabody, Muehlbach, Baker und im Adolphus. Joy unternahm auch Tourneen an die Ostküste der USA mit Auftritten in den Seebädern wie Atlantic City; Anfang der 1940er Jahre gastierten sie im Casino Gardens in Santa Monica (Kalifornien).
Laut Leo Watson galt Jimmy Joy als fähiger Saxophonist, dessen Markenzeichen es war, nach dem Vorbild von Wilbur Sweatman mit zwei Klarinetten gleichzeitig zu spielen. Er tat sich auch als Sänger von Bluestiteln hervor, die er im Stil ähnlich wie Jack Teagarden interpretierte.
In seinen verschiedenen Bands spielten später bekannte Musiker wie u. a. Johnnie Scat Davis, Matty Matlock als Klarinettist, Spud Murphy (1927/28) und Harry Babasin. Der Banjospieler der Gruppe war Smith „Sykes“ Ballew, der später ein populärer Sänger werden sollte; 1927/28 spielte Eddie Durham Saxophon im Jimmy Joys Band, bevor er meist als Arrangeur arbeitete. Bandsänger war Art Lund, der später bei Benny Goodman arbeiten sollte. Patti Page tourte Mitte der 1940er bis 1947 mit der Jimmy Joy Band.
Joy nahm später auch für die Label Brunswick und Decca auf. Die Erkennungsmelodie seines Orchesters war Shine On, Harvest Moon. Mitte der 1950er-Jahre beendete Joy seine Aktivitäten als Bandleader und lebte in Dallas.
Der Staat Texas ehrte Jimmy Joy mit einem Ehren-Texas Ranger, ebenso der Staat Kentucky mit einem Ehren-Kentucky Colonel für seine Leistungen mit dem Kentucky Derby Orchestra.

## Aufnahmen
Als Jimmy's Joys spielten sie einen soliden Dixieland Jazz; zu hören in Titeln wie „Wolverine Blues“, „Tiger Rag“, „Milenberg Joys“, „Clarinet Marmalade Blues“, „Riverboat Shuffle“ und „Hay Foot Staw Foot“, eingespielt als Jimmy Joy's St. Anthony Hotel Orchestra.
Zu den Aufnahmen des Jimmy Joy Orchestra in ihrem späteren Tanzband-Stil zählen die Titel „You're The First Thing I Think About In The Morning“, „Cherie Chilly-Pom-Pom-Pee“, „Can't You Understand“, „From Monday On“ (mit Orville „Andy“ Andrews) und „No, No, Nora“.